# Малосілка
Малосі́лка (до 1946 року — Мала Татарнівка) — село в Україні, у Швайківській сільській громаді, Бердичівського району, Житомирської області. Населення становить 774 особи.

## Географія
Село Малосілка розташоване за 14 км на північний захід від районного центру та за 3 км на північ від залізничної станції Демчин.

## Населення
Станом на 1970 рік населення становило 1254 особи. За переписом УРСР 1989 року чисельність наявного населення села становила 881 особа, з яких 362 чоловіки та 519 жінок., за переписом населення України 2001 року — 774 осіб. Станом на 1 січня 2020 року — 615 осіб.
Мова
Розподіл населення за рідною мовою за даними перепису 2001 року був наступним:
| українська | 768 | 99,22 |
| російська  | 6   | 0,78  |

## Історія
В далеку давнину через територію, яку займало с. Малосілка, проходили кочові племена татар. На певний час частина їх оселилася на цій території. Звідси, ніби й виникла назва Мала Татарнівка. Існує  інша легенда, пов'язана з історією виникнення назви села. Під час нашестя татар на Волинь, на території нинішнього села Малосілка був великий кривавий бій місцевого населення з татаро-монголами. Частина татаро-монгольських військ була знищена під час цього бою. Жителі села на згадку про свої перемоги над ворогом, назвали поселення Мала Татарнівка. А те, що бій був масштабним, то свідченням   цих подій є те, що на малосілківських полях донедавна розташовувалися дві могили-кургани, які так і називали Татарськими могилами. З часом їх розорали, але назва збереглася.
У 1906 році село Озадівської волості Житомирського повіту Волинської губернії. Відстань від повітового міста 43 верст, від волості 7. Дворів 197, мешканців 1487 осіб.
У січні 1918 року село було захоплене більшовиками.
Під час німецько-радянської війни до лав Червоної армії було мобілізовано 192 чоловіки, з них 125 — загинуло, 191 — відзначено радянськими орденами й медалями.
Увечері 4 січня 1944 року бригада під командуванням полковника Володимира Лупова розпочала бойовий рейд по тилах ворога і по шосе Чуднів-Бердичів прямує на південний схід до села Мала Татарнівка Бердичівського району. Мотопіхота охопила село зі всіх сторін, танки вийшли на сільські вулиці. Тут стояла якась ворожа піхотна частина, сили якої визначити вночі було неможливо. Розпочався бій. Супротивник не очікував нападу, його солдати у паніці розбігались, але через мить падали під вогнем мотострілецьких батальйонів. Протягом години село очистили від ворога. Бійці 71-ї бригади знищили три танки, одну самохідку, близько двохсот солдат та офіцерів.
1946 року Указом Президії ВР УРСР «Про збереження історичних найменувань та уточнення і впорядкування існуючих назв сільрад і населених пунктів Житомирської області» перейменовано та уточнено назви 136-ти населених пунктів, серед яких були й села Бердичівського району. Так, у відповідності до указу населений пункт Мало-Татарнівка перейменовано на хутір Березівка, село Мала Татарнівка — на Малосілку. Малосілка отримала назву від порівняно незначної кількості жителів цього села.
У 1957 році встановлено 4 пам'ятники полеглим воїнам-односельцям та радянським воїнам, загиблим під час визволення села з-під окупації. У 2015 році село газифіковане.

## Пам'ятки, визначні місця

### Церква Святого Михайла
Колишню дерев'яну церкву побудували у середині XVIII століття у центральній частині села, яке тоді мало назву Фільварки Малі. У 1931 році населений пункт перейменований на Малу Татаринівку, а вже у 1946 році отримав нинішню назву — Малосілка. Храм, краса й гордість місцевих мешканців, у далекі часи був знаним на весь район. «Він стояв на узвишші: напрочуд гарний, із дзвіницею і, трьома криласами. Батьки переказували, що куполи було видно навіть із Бердичева», – розповіли півчі хору Любов Марківна Каченюк, Надія Яківна Деревицька та Станіслава Василівна Коновальчук. Стара церква розташовувалася недалеко від приміщення сучасної школи, в колишньому будинку пароха місцевої церкви. У 1930-х роках більшовицька влада зруйнувала давній храм. Міцну деревину із залишків приміщення використали при будівництві сільського клубу. Існує легенда, яка оповідає, що у той час колишня церква пішла під воду, і нібито в дні великих свят люди чули звідти приглушений спів… У 1992 році церкву у Малосілці було відновлено.
Церковний староста Євгенія Яківна Дубова трепетно зберігає дослідження земляка, уродженця Малосілки, викладача Житомирського державного університету імені Івана Франка, кандидата історичних наук, доцента Ігоря Миколайовича Власюка про історію Свято-Михайлівського храму, який пише: «Церкву у селі було збудовано у 1742 році невідомо ким. Вона була з дерева, із такою ж дзвіницею, у 1828 році поставлена на кам'яну підмурівку. На 1909 рік вона була новою, дерев'яною, п'ятикупольною, із дзвіницею на кам'яному фундаменті, таким же цоколем. Престол у церкві був один, на честь святого Архістратига Михаїла». Дослідник згадує священиків, що служили настоятелями у XIX столітті: о. Іллю Немоловського (1820-1846 рр.), о. Димитрія Пероговського (1846-1886 рр.) та о. Арсенія Пероговського (1886-1933 рр.).  
17 травня 2023 року церковна громада приєдналася до Православної церкви України. Громада перейшла без настоятелів, бо вони залишилися у єдності з Московським Патріархатом.

## Археологічні розвідки
На околиці Малосілки виявлено залишки поселення скіфського часу.

## Інфраструктура

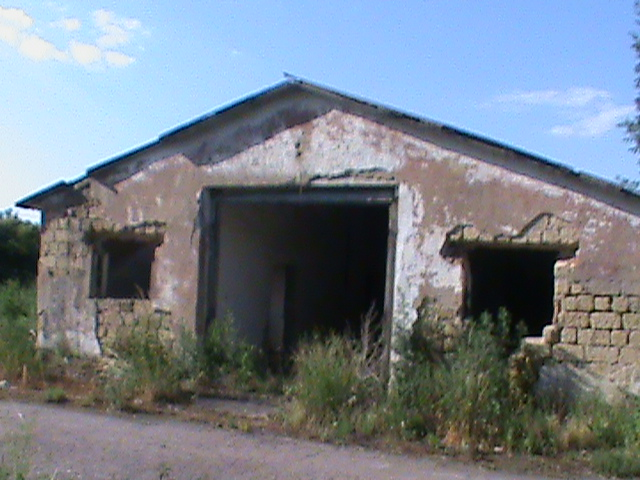
Свинарник колишнього колгоспу у селі Малосілка

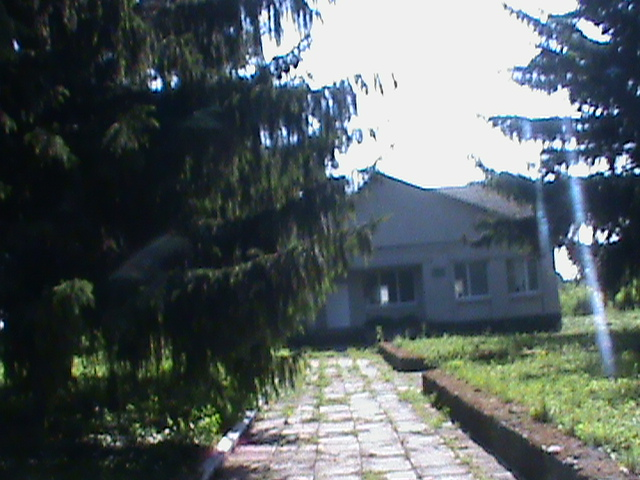
ФАП в селі Малосілка

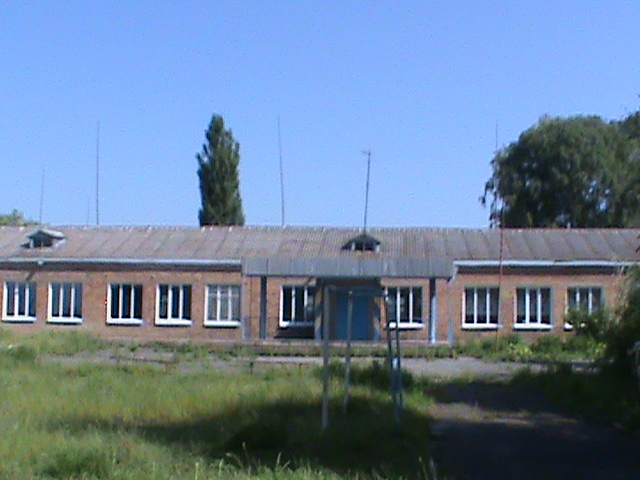
Колишня школа в селі Малосілка

За радянських часів на території Малосілки розташовувалася центральна садиба колгоспу імені В. В. Куйбишева, за яким було закріплено 1442,2 га сільськогосподарських угідь, у тому числі, 1224 га орної землі. В господарстві вирощували зернові й технічні культури, було розвинуте м'ясо-молочне тваринництво. 1972 року створено птахо- і кролеферми.
Працюють дві бібліотеки (сільська та шкільна) з фондом понад 9 тис. книг, ФАП, два магазини, відділення поштового зв'язку, комбінат побутового обслуговування, будинок культури та храм ПЦУ. До 2021 року в селі працював Малосілківський заклад загальної середньої освіти I-II ступенів Швайківської сільської ради Бердичівського району Житомирської області.

## Відомі люди
Народилися
- Кондратюк Анатолій Олександрович (нар. 1944) — український поет, публіцист.
- Кухарчук Олександр Федорович (1942-2018) – український поет, адвокат. У перші роковини смерті Кухарука О. Ф. на стіні школи села Малосілка урочисто відкрили пам'ятну таблицю, присвячену письменнику. Таблиця виготовлена з чорного граніту, містить портрет письменника та присвятний напис: «У цій школі у 1948-1955 роках навчався уродженець села Мала Татарнівка, відомий вітчизняний письменник і публіцист, автор циклу історичних романів «Козацька Русь», лауреат багатьох літературних премій, палкий патріот України Кухарчук Олександр Федорович, 19.02.1942 – 09.10.2018»[15].
- Трохимчук Геннадій (7 грудня 1980, Бердичів — 19 жовтня 2023, Новопокровка, Пологівський район, Запорізька область) — український військовик, учасник російсько-української війни, старший навідник гаубиці артилерійського дивізіону 117 окремої механізованої бригади Сухопутних військ Збройних сил України. Похований у селі Малосілка[16][17].